# Institut national du sport, de l'expertise et de la performance
Pour l'organisme sénégalais, voir INSEPS.
 (décembre 2023).
L'Institut national du sport, de l'expertise et de la performance, plus communément appelé INSEP, est un grand établissement français. Créé en 1975 sous le nom d'Institut national du sport et de l'éducation physique, il est l'héritier d'institutions plus anciennes. C'est un opérateur majeur du sport de haut niveau en France.
Installé sur un site de 28 hectares dans le bois de Vincennes à Paris, l'INSEP rassemble des équipements sportifs spécifiques, des infrastructures médicales et de récupération, un hébergement et une restauration. Il accompagne également les sportifs dans leur formation et leur reconversion professionnelle.

## Histoire
L'École normale de gymnastique militaire de Joinville, « ancêtre » de l'INSEP, ouvre ses portes le 15 juillet 1852 à la Redoute de la Faisanderie. Ses finalités sont claires : former des moniteurs pour enseigner la gymnastique dans une optique de formation du combattant. Le 1er avril 1872, la division d'escrime, nouvellement créée, est installée à l’emplacement actuel de l'INSEP et l'École prend le nom d'École normale de gymnastique et d'escrime.
L'École est réorganisée en 1912 mais la Première Guerre mondiale commence peu après et l'École ferme après 62 années de fonctionnement.
Désertée après le départ des cadres et des stagiaires, l’École est rouverte le 8 mai 1916, sous le nom de Centre d’instruction physique, conçu comme organe central d’études, d’instruction et de diffusion des méthodes permettant de régionaliser l’instruction dans les 21 Centres régionaux d’instruction physique (rééducation des blessés, activités physiques, etc.).
Le 1er juillet 1919, l’École normale de gymnastique et d’escrime, reprend son activité. Elle s’étend dans un espace conforme à l’étendue de ses missions : les « Redoutes de la Faisanderie et de Gravelle », le « Camp de Saint-Maur », le « Quartier des Canadiens » auxquels s’ajoute le ponton sur la Marne pour l’aviron et la natation. Cet éclatement, qui nuit à son activité, impose, dès cette époque, la recherche d’une implantation nouvelle. C’est le début des interminables pérégrinations d’un projet de reconstruction qui tardera à se concrétiser.
Le 10 décembre 1925, l’École normale de gymnastique et d’escrime devient l’École supérieure d’éducation physique.
En 1936, sur le site du Camp de Saint-Maur, débute l'édification du Centre national d'éducation physique destiné à regrouper l'École supérieure d'éducation physique (pour la partie militaire) et l'École normale d'éducation physique (pour la partie civile) ; cette dernière, créée en 1933, est l'héritière de l'Institut régional d'éducation physique, créé en 1927. La pose symbolique de la première pierre par Léo Lagrange a lieu le 1er septembre 1936. La déclaration de guerre de 1939 disperse les Joinvillais et entraîne la disparition (définitive) de l'École.
Le 11 janvier 1945 est créé l'Institut national des sports (INS) sur le site du bois de Vincennes, à la suite d'une volonté politique datant d'avant-guerre mais reportée en raison de points de vue différents entre les autorités civiles et militaires. La décision est prise par le Colonel André Clayeux, Directeur des Sports. Élie Mercier, ancien capitaine instructeur de Joinville, en est le premier directeur.
Le 27 novembre 1946, un décret définit son rôle et ses missions. Élie Mercier, rassemble autour de Maurice Baquet, ex-Joinvillais , une pléiade d’éducateurs exceptionnels, tous champions et anciens champions : Pierre Ramadier, Joseph Maigrot, Georges Verreaux, André Gardien, Gilbert Omnès, Roger Debaye, Georgette Coste-Vénitien, Casy Coste, Georges Dransart, Jacques Dudal, Robert Poulain, Louis Prost, Émile Frézot, Jean Prouff, Victor Sillon…
En 1948, le Groupement sportif de Joinville (futur « Bataillon de Joinville ») s’installe au Fort Neuf de Vincennes, puis à la Redoute de Gravelle. Sa proximité avec l’INS offre la possibilité aux sportifs sous les drapeaux de s’entraîner avec les élites, dans les meilleures conditions matérielles (de l’époque) et sous la direction des « moniteurs nationaux ».
En 1955, l'École normale supérieure d'éducation physique (ENSEP) des garçons quitte la redoute de Gravelle et rejoint l'INS dans un centre communément appelé « les établissements de Joinville », 11 avenue du Tremblay à Paris, alors que les travaux ne sont pas encore terminés pour sa partie spécifique.
En 1960, la cohabitation sur un même site de deux grands établissements impose la création des établissements de Joinville. Ils réunissent, sous une seule autorité administrative, l'INS, le CREPS de Paris et l'ENSEP.
Aux Jeux olympiques de Rome en 1960, la délégation française ne remporte que cinq médailles et aucun titre olympique, son plus bas niveau historique pour les jeux d'été, ce qui émeut l'opinion publique et certaines personnalités politiques,. Dès lors, le général de Gaulle décide de « donner au sport français les moyens de ses ambitions. En octobre 1965, il inaugure la halle Maigrot située au centre de ce qui deviendra l'INSEP. À l'époque, c'est la plus grande salle couverte d'Europe ».
Le 5 juin 1969, un décret signé par le sous-secrétaire d'état chargé de la jeunesse et des sports Joseph Comiti annonce la fusion des ENSEPS (filles et garçons) et l'installation d'une nouvelle ENSEP, à Châtenay-Malabry. Cette ENSEP nouvelle formule existe jusqu'en 1975, date à laquelle elle reviendra au camp de Saint-Maur en avant de fusionner avec l'INS, pour devenir l'INSEP.
C'est par la loi du 29 octobre 1975 dite « loi Mazeaud » qu'est créée l’INSEP. L'Institut a pour missions de participer : « à la recherche scientifique fondamentale et appliquée en matière pédagogique, médicale et technique; à la formation continue de niveau supérieur des personnels enseignants d'éducation physique et sportive, des conseillers techniques et des éducateurs sportifs ainsi que des personnels des services de la jeunesse et des sports; à l'entraînement des équipes nationales ainsi qu'à la promotion des sportifs de haut niveau ».
Claude Pineau, premier directeur de l'INSEP est chargé de la réorganisation. Il est secondé par Robert Bobin, (ancien DTN de l’athlétisme) pour le sport de haut niveau. Ensemble, ils créent les conditions d’implantation des centres nationaux d’entraînement, pôles France actuels, où les sportifs sélectionnés par les fédérations mènent de front leur « double projet » sportif et professionnel.
En 1979, Robert Bobin renforce la concertation avec les fédérations sportives des Centres nationaux d’Entraînement. Il lance un programme national de détection des talents et fait démarrer un vaste programme de rénovation des installations sportives. Le département du haut niveau devient le pôle central de l’activité de l'INSEP.
En 1983, Claude Bouquin, nouveau directeur de l'INSEP, affirme l’orientation du haut niveau en concertation avec les fédérations et l’enrichit d’actions complémentaires qui donneront à l’école sa dimension moderne : la recherche en sport devient un élément fort, elle est réorganisée et dotée de moyens ; la refonte du « diplôme de l'INSEP » intègre la formation des « techniciens sportifs supérieurs » et le Professorat de Sport, projet lancé par Robert Bobin, est créé.
En 2004, un vaste processus de rénovation basé sur le concept « Je vis, je me forme, je m'entraîne » est lancé à la demande de Jean-François Lamour, ancien pensionnaire de l'INSEP et alors ministre des Sports.
En 2008 le cavalier et champion olympique Pierre Durand est nommé président du conseil d'administration de l'INSEP . Il sera ensuite élu le 15 avril 2010 pour un mandat de quatre ans.
En 2009, par le décret no 2009-1454 du 25 novembre, l’Institut national du sport et de l’éducation physique devient l’Institut national du sport, de l’expertise et de la performance. Établissement public administratif (EPA) depuis le décret du 31 décembre 1976 et en application de la « Loi Mazeaud » du 29 octobre 1975, il devient Établissement public à caractère scientifique, culturel et professionnel (EPSCP) constitué sous la forme d’un « grand établissement », placé sous la tutelle du ministre chargé des sports. Il est dirigé par un Directeur général, assisté de deux Directeurs généraux adjoints : l’un chargé de la performance sportive, l’autre de l’administration générale.
En décembre 2014, Jean-Philippe Gatien est élu président du conseil d'administration de l'INSEP pour un mandat de quatre ans.
Boris Diaw est élu président du conseil d’administration de l’INSEP en juillet 2022 et succède à ce poste à Jean-Philippe Gatien, président du CA de l’INSEP entre 2014 et 2022, et directeur exécutif des sports au sein du Comité d’organisation des Jeux olympiques (COJO) de Paris 2024.

## Mission
Placé sous la tutelle du ministère chargé des Sports, l'INSEP participe à la politique nationale de développement des activités physiques et sportives, particulièrement dans le domaine du sport de haut niveau en intégrant les missions jusqu’ici dévolues à la préparation des Jeux olympiques et paralympiques (JOP) par l'intégration de la Mission d'optimisation de la performance des fédérations nationales olympiques et paralympiques (MOP) et en répondant aux besoins et demandes de l’ensemble des fédérations sportives et en assurant les rôles et responsabilités de « centre ressources » et de « pilote » des Écoles nationales, CREPS et structures constitutives des parcours d’excellence sportive (PES) par l'intermédiaire de la Mission Grand INSEP (MGI).
L'INSEP contribue également à la protection de la santé des sportifs et à la préservation de l’éthique sportive.
Ses activités sont regroupées autour de 6 orientations stratégiques :
- Accompagner et soutenir toutes les fédérations olympiques et paralympiques ;
- Construire le réseau « Grand INSEP » avec ses partenaires ;
- Poursuivre l’amélioration des conditions de préparation des sportifs sur les fondements du double projet ;
- Renforcer la formation des cadres français du sport de haut niveau ;
- Positionner l’INSEP dans une dimension internationale en étroite collaboration avec les institutions publiques et le mouvement sportif ;
- Poursuivre la modernisation de l’établissement public avec l’ensemble des entités de l’INSEP.

L'INSEP assure à l'élite du sport français les conditions permettant aux sportifs de concilier tous les aspects nécessaires à son épanouissement : le « double projet », sport et les études. L'établissement dispense différentes formations de la classe de troisième au baccalauréat, mais également des formations supérieures et universitaires, sur site : des formations en langues étrangères, une formation en STAPS dispensée par l'université Paris-Est Créteil, ainsi qu'une formation post-bac en journalisme ou communication menée par l'École W de l'université Paris-Panthéon-Assas, en partenariat avec le Centre de formation des journalistes de 1987,,. D'autres conventions de partenariat permettent également aux SHN d'intégrer des cursus en partenariat, notamment avec Sciences Po, l'université Paris 1, Sorbonne Université, l'EDHEC Business School ou encore l'École nationale de kinésithérapeutes et de rééducation de l'université Paris-Saclay.
Le site, basé dans le bois de Vincennes, dans le 12e arrondissement de Paris, regroupe ainsi, sur ses 28 hectares de superficie, toutes les installations nécessaires au sportif de haut niveau, que cela soit dans le domaine sportif, scolaire, universitaire, professionnel ou médical. Il héberge également un grand nombre de pensionnaires.
L'établissement, qui accueille un très grand nombre de disciplines, est un grand pourvoyeur de médailles du sport français. Les sportifs, en plus des conditions d'entrainement, retrouvent les meilleurs sportifs français et entraineurs de leur discipline, ce qui assure une concurrence propice à améliorer leurs résultats.

## Équipements
Les équipements sportifs sont les suivants :
- complexe Marie-Thérèse Eyquem accueillant le judo, inauguré le 24 janvier 1984 par le président de la République, François Mitterrand[28] ;
- stade aquatique Christine Caron accueillant le bassin de natation synchronisée Muriel Hermine, le bassin olympique Emile Schœbel, ainsi qu'une fosse à plongeon ;
- complexe Christian d'Oriola, accueillant l'escrime, la gymnastique artistique masculine et féminine, la gymnastique rythmique, la lutte, le pentathlon moderne, le taekwondo et le trampoline ;
- stade Gilbert Omnès accueillant l'athlétisme ;
- halle Joseph Maigrot accueillant l'athlétisme et l'espace de réathlétisation ;
- terrain de football (synthétique) ;
- terrain de hockey sur gazon (synthétique) Alain Danet ;
- terrains de tennis sur dur et sur terre battue ;
- complexe Nelson Paillou accueillant le badminton, le basket-ball et le tir sportif à 10m;
- centre de tir à l'arc Sébastien Flute ;
- stand de tir sportif à 50m;
- aires de lancer pour l'athlétisme ;
- centre Jean Letessier accueillant la boxe, l'haltérophilie et le tennis de table.

## Sportifs passés ou résidant à l'INSEP
- Athlétisme : Christine Arron, Arnaud Assoumani, Dimitri Bascou, Vanessa Boslak, Ladji Doucouré, Stéphane Diagana, Assia El Hannouni, Jean Galfione, Floria Gueï, Muriel Hurtis, Nantenin Keita, Éloyse Lesueur-Aymonin, Pascal Martinot-Lagarde, Alain Mimoun, Antoinette Nana-Djimou, Marie-José Pérec, Teddy Tamgho, Jimmy Vicaut, Pierre-Ambroise Bosse, Sasha Zhoya
- Aviron : Julien Bahain, Christine Gossé, Sébastien Lenté, Hélène Lefebvre, Sébastien Vieilledent
- Badminton : Hongyan Pi, Brice Leverdez, Sandra Dimbour.
- Basket-ball : Yannick Bokolo, Boris Diaw, Clémence Beikes, Jennifer Digbeu, Céline Dumerc, Evan Fournier, Élodie Godin, Émilie Gomis, Florence Lepron, Cathy Melain, Emmeline Ndongue, Tony Parker, Ronny Turiaf, Julien Doreau, Laure Savasta, Sandrine Gruda, Endéné Miyem, Alexia Chartereau, Iliana Rupert
- Boxe : Brahim Asloum, Souleymane Cissokho, Myriam Lamare, Estelle Mossely, Sofiane Oumiha, Sarah Ourahmoune, Jérôme Thomas, Alexis Vastine, Tony Yoka
- Canoë-Kayak : Maxime Beaumont, Gauthier Klauss, Matthieu Péché
- Cyclisme : Félicia Ballanger, Florian Rousseau, Arnaud Tournant, Grégory Baugé, Michaël D'Almeida, François Pervis
- Escrime : Valérie Barlois, Cécilia Berder, Yannick Borel, Astrid Guyart, Brice Guyart, Boris Sanson, Jean-François Lamour, Éric Srecki, Pascal Massuel, Daniel Jerent, Gauthier Grumier, Jean-Michel Lucenay, Jérémy Cadot, Jean-Paul Tony Helissey, Enzo Lefort, Erwann Le Pechoux, Laura Flessel-Colovic, Sophie Moressee-Pichot, Maureen Nisima, Damien Touya
- Gymnastique : Ludivine Furnon, Émilie Le Pennec, Benoît Caranobe, Thomas Bouhail, Hamilton Sabot, Isabelle Severino, Youna Dufournet, Pauline Morel, Anne Kuhm, Marine Petit, Kséniya Moustafaeva, Claire Martin, Camille Bahl, Marine Boyer, Marine Brevet
- Haltérophilie : Agnès Chiquet, Vencelas Dabaya
- Judo : Clarisse Agbegnenou, Émilie Andéol, Fabien Canu, David Douillet, Djamel Bouras, Shirley Elliot, Gévrise Émane, Cyrille Maret, Marie-Claire Restoux, Teddy Riner, Audrey Tcheuméo, Stéphane Traineau
- Lutte : Ghani Yalouz, Christophe Guenot, Steeve Guenot, Mélonin Noumonvi, Mamadassa Sylla
- Natation : Malia Metella
- Natation synchronisée : Muriel Hermine, Virginie Dedieu, Laura Augé, Margaux Chrétien
- Pentathlon Moderne : Valentin Belaud, Elodie Clouvel, Christopher Patte, Valentin Prades
- Plongeon : Julie Danaux, Odile Arboles-Souchon, Benjamin Auffret
- Taekwondo : Mickaël Borot, Gwladys Épangue, Pascal Gentil, Anne-Caroline Graffe, Marlène Harnois, Haby Niaré
- Tennis : Amélie Mauresmo, Henri Leconte, Guy Forget, Jo-Wilfried Tsonga, Gaël Monfils, Julien Benneteau, Gilles Simon, Josselin Ouanna, Nicolas Mahut, Nathalie Dechy, Geoffrey Blancaneaux, Lucas Pouille
- Tennis de Table : Patrick Chila, Jean-Philippe Gatien, Christophe Legoût, Emmanuelle Coubat, Simon Gauzy[29], Emmanuel Lebesson
- Tir : Jean-Pierre Amat, Céline Goberville
- Tir à l'arc : Sébastien Flute, Jean-Charles Valladont

## Organisation et fonctionnement
L'INSEP est administré par un conseil d'administration. Il comporte en outre un conseil scientifique, médical et de formation ainsi qu'un conseil de la vie du sportif et du stagiaire. Il est dirigé par un directeur général, assisté par deux directeurs généraux adjoints.

### Directeurs
Le directeur général de l'établissement est nommé par arrêté du ministre chargé des sports
| Entité | Nom                     | Direction   |
| ------ | ----------------------- | ----------- |
| INS    | Élie Mercier            | 1945-1948   |
| INS    | Robert Jacquet          | 1949-1960   |
| INS    | Robert Héraud           | 1960-1966   |
| INS    | André Delsol            | 1966-1971   |
| INS    | Désiré Malet            | 1971-1974   |
| INS    | Jean Letessier          | 1974-1975   |
| INSEP  | Claude Pineau           | 1975-1979   |
| INSEP  | Robert Bobin            | 1979-1983   |
| INSEP  | Claude Bouquin          | 1983-1990   |
| INSEP  | Jacques Donzel          | 1990-1994   |
| INSEP  | Henry Boério            | 1994-1997   |
| INSEP  | Michel Chauveau         | 1997-2002   |
| INSEP  | Jean-Richard Germont    | 2002-2005   |
| INSEP  | Hubert Comis            | 2005-2007   |
| INSEP  | Thierry Maudet          | 2007-2013   |
| INSEP  | Jean-Pierre de Vincenzi | 2013-2017   |
| INSEP  | Ghani Yalouz            | 2017-2021   |
| INSEP  | Fabien Canu             | Depuis 2021 |